# Фридрих XI (Хоенцолерн)
Фридрих XI фон Хоенцолерн (на немски: Friedrich XI von Hohenzollern, „der Ältere“, † 26 ноември 1401) е граф на Хоенцолерн от 1379 до 1401 г.
Той е син на граф Фридрих фон Хоенцолерн-Страсбург († 1365) и графиня Маргарета фон Хоенберг-Вилдберг, дъщеря на граф Бурхард V фон Хоенберг-Вилдберг.
Фридрихе погребан във фамилната гробница на Хоенцолерните в манастир Щетен.

## Фамилия
Фридрих XI се жени преди 12 януари 1377 г. за графиня Аделхайд фон Фюрстенберг (* ок. 1356 в Хаслах; † 19 март 1413), наследничка на Бройнлинген, дъщеря на граф Хуго фон Фюрстенберг-Филинген в Цинделшайн († 1371) и Аделхайд фон Кренкинген († 1357/15 юли 1359). Йохан III († 9 юли 1386 в битката при Земпах), бездетният брат на Аделхайд, е последният граф на Фюрстенберг-Хаслах.
Фридрих и Аделхайд имат децата:
- Фридрих XII († 1443), граф на Хоенцолерн, ∞ 1407 графиня Анна фон Зулц († 1438)
- Айтел Фридрих I († 1439), граф на Хоенцолерн, ∞ 1432 Урсула фон Рациунс († 1477)
- Анна, монахиня
- Фридрих, домхер в Страсбург 1402
- Фридрих († 1436), епископ на Констанц
- Фридрих, монах